# 1798 Watts
1798 Watts este un asteroid din centura principală, descoperit pe 4 aprilie 1949, de Goethe Link Obs..